# Martin Stoll (Fußballspieler)
Martin Stoll (* 9. Februar 1983 in Heidelberg) ist ein ehemaliger deutscher Fußballspieler, der meist als Innenverteidiger eingesetzt wurde.

## Karriere

### Jugendzeit in Baden-Württemberg
Seine fußballerische Laufbahn begann der gebürtige Heidelberger Stoll im benachbarten Aglasterhausen, wo er formell Mitglied des VfB Breitenbronn aus dem gleichnamigen Ortsteil wurde. Der VfB stellte allerdings keine Mannschaften in Stolls Altersklasse auf, so dass dieser stattdessen für die Jugendmannschaften des SV Aglasterhausen spielte. 1995 verließ Stoll noch als D-Jugendlicher den Verein und wechselte zum nahegelegenen SV Sandhausen, für dessen D- und C-Jugend er nachfolgend bis 1998 aktiv war.
Mit Eintritt in die B-Jugend entschied sich Stoll zu einem erneuten Wechsel hin zum Karlsruher SC. Zwei Jahre später wechselte er schließlich vom badischen KSC zum württembergischen VfB Stuttgart, für dessen A-Jugend er in den folgenden zwei Jahren in der A-Junioren-Regionalliga spielte. Dabei konnte sich Stoll mit der Mannschaft in der Spielzeit 2001/02 als Vizemeister der Regionalliga Süd für die Endrunde um die deutsche Meisterschaft der A-Junioren qualifizieren und in dieser das Finale erreichen, unterlag dort allerdings dem FC Bayern München, der sich schon in der Liga vor dem VfB hatte platzieren können.
Unterdessen hatte sich der Nachwuchskoordinator des Karlsruher SC, Marco Pezzaiuoli, um eine Rückkehr Stolls nach Baden bemüht, woraufhin dieser erneut nach Karlsruhe wechselte. Gleichzeitig hatte sich Stoll durch seine Leistungen in Stuttgarts Jugendmannschaften auch dem Deutschen Fußball-Bund empfehlen können, so dass er bald nach seinem Vereinswechsel am 21. August 2002 erstmals für die deutsche U-20-Nationalmannschaft auflief.

### Durchbruch beim Karlsruher SC
In Karlsruhe wurde Stoll zunächst der von Edmund Becker trainierten Zweitvertretung zugeteilt, so dass er im Laufe der Saison 2002/03 der viertklassigen Oberliga Baden-Württemberg zu insgesamt 31 Einsätzen kam. Zum Saisonende belegte die Mannschaft zwar als 15. der Tabelle einen Abstiegsplatz, letztlich profitierte Karlsruhe aber vom Zwangsabstieg der Mannheimer Reservemannschaft und hielt somit doch noch die Klasse.
Im Sommer 2003 rückte Stoll allerdings in die Profimannschaft des Vereins auf, die unter Trainer Lorenz-Günther Köstner in der 2. Bundesliga antrat und dabei die Abgänge der Verteidiger Clemens Fritz, Thijs Waterink und Torsten Kracht kompensieren musste, die in der Vorsaison noch zur Stammformation des KSC gezählt hatten. Unter diesen Bedingungen gelang es Stoll auf Anhieb sich zusammen mit Mario Eggimann als Stammspieler in der Karlsruher Innenverteidigung zu etablieren, so dass er in der Spielzeit 2003/04 in 33 der 34 Saisonspiele aufgeboten wurde. Die Saison verlief für den KSC jedoch wenig erfolgreich, so dass die Mannschaft erst am letzten Spieltag den sicheren Klassenerhalt hatte erreichen können. Durch seine Leistungen hatte Stoll jedoch den Fußball-Bund erneut auf sich aufmerksam machen können und war im Februar und April 2004 zu zwei weiteren Einsätzen in der U-20-Auswahl gekommen.
In der Folgesaison 2004/05 spielte die Karlsruher Mannschaft erneut gegen den drohenden Abstieg in die Regionalliga, weshalb der Verein bereits im Winter Trainer Köstner durch Edmund Becker ersetzte. Doch auch unter diesem blieb Stoll zunächst Stammspieler und trug mit 32 von 34 möglichen Einsätzen zum schließlich erreichten Klassenerhalt bei, wobei ihm auch seine ersten zwei Tore im Profifußball gelangen. Zu Beginn der Spielzeit 2005/06 galt Stoll dann erneut als Leistungsträger beim KSC und wurde im September 2005 sogar ins Team 2006 berufen, dass in Vorbereitung auf die Weltmeisterschaft 2006 in Deutschland zur Förderung potentieller A-Nationalspieler geschaffen worden war. Stoll war jedoch nur aufgrund von Absagen anderer Spieler nachnominiert worden, so dass seine Einwechslung gegen die A2-Auswahl der Türkei am 6. September 2005 zugleich sein letztes Spiel im Trikot einer deutschen Nationalmannschaft darstellte.

### Stoll als Reservist in Karlsruhe
Im weiteren Verlauf der Hinrunde 2005/06 verlor Stoll unterdessen seinem Stammplatz an Carsten Rothenbach. Im Dezember 2005 wurde er daher erstmals wieder in der Reservemannschaft des KSC aufgeboten, die mittlerweile in die drittklassige Regionalliga aufgestiegen war. In der Rückrunde der Zweitliga-Saison konnte sich Stoll allerdings nochmals im Profiteam etablieren, so dass er im März 2006 seinen zum Sommer auslaufenden Vertrag beim KSC um zwei weitere Jahre verlängerte, und bis zum Saisonende auf insgesamt 18 Einsätze kam.
Durch die Verpflichtung von Maik Franz im Sommer 2006 galt Stoll in der Saison 2006/07 nur noch als Reservist hinter Franz und Eggimann, die im Folgenden die Innenverteidigung des KSC bilden sollten. Zwar gelang dem KSC in dieser Spielzeit als Meister der zweiten Liga der Aufstieg in die Bundesliga, doch hatte Stoll in lediglich zehn Einsätzen dazu beigetragen und war stattdessen noch vierfach für das Regionalligateam aufgelaufen. Dennoch nahm Stoll ein Angebot des KSC zur vorzeitigen Vertragsverlängerung um ein weiteres Jahr an, so dass er nun bis 2009 an den Verein gebunden war.
Doch auch in der Bundesliga konnte sich Stoll nicht mehr im Karlsruher Team durchsetzen. 2007/08 kam er zu lediglich acht, 2008/09 dann noch zu weiteren zehn Einsätzen für das Profiteam, während er im gleichen Zeitraum noch acht Partien für die Reservemannschaft bestritt. Obgleich Karlsruhe im Sommer 2009 wieder in die 2. Bundesliga abstieg und sich Stolls Chancen auf weitere Einsätze somit erhöhten, entschied dieser sich zu einem Wechsel in die Schweiz, in der er im FC Aarau einen neuen Arbeitgeber fand.

### Stationen in Aarau nach Rostock
In Aarau erhielt Stoll zunächst einen Drei-Jahres-Vertrag, und kam in der Spielzeit 2009/10 der Super League zu insgesamt 31 Einsätzen. Anfangs unter Trainer Jeff Saibene, dann unter Martin Andermatt und zuletzt unter Ranko Jakovljevic gelang es dem Verein jedoch nicht, die Klasse zu halten, weshalb Stolls Vertrag seine Gültigkeit im Sommer 2010 wieder verlor.
Stoll fand zunächst keinen neuen Arbeitgeber und trainierte zwischenzeitlich mit der Reservemannschaft des Karlsruher SC, um sich fit zu halten. Im Oktober 2010 absolvierte Stoll dann ein Probetraining beim kurz zuvor aus der 2. Bundesliga in die 3. Liga abgestiegenen F.C. Hansa Rostock, in dessen Folge er schließlich einen Vertrag bis zum Ende der Saison 2010/11 erhielt. Nachfolgend wurde er von Trainer Peter Vollmann in 13 Saisonspielen eingesetzt, wodurch er Anteil am schließlich erreichten Wiederaufstieg Hansas hatte. Zudem gewann Hansa in dieser Spielzeit auch den Landespokal Mecklenburg-Vorpommern, wozu Stoll mit zwei Einsätzen beigetragen hatte. Ein Angebot zur Vertragsverlängerung erhielt Stoll in der Folge jedoch nicht.

### Über Dresden zurück nach Karlsruhe

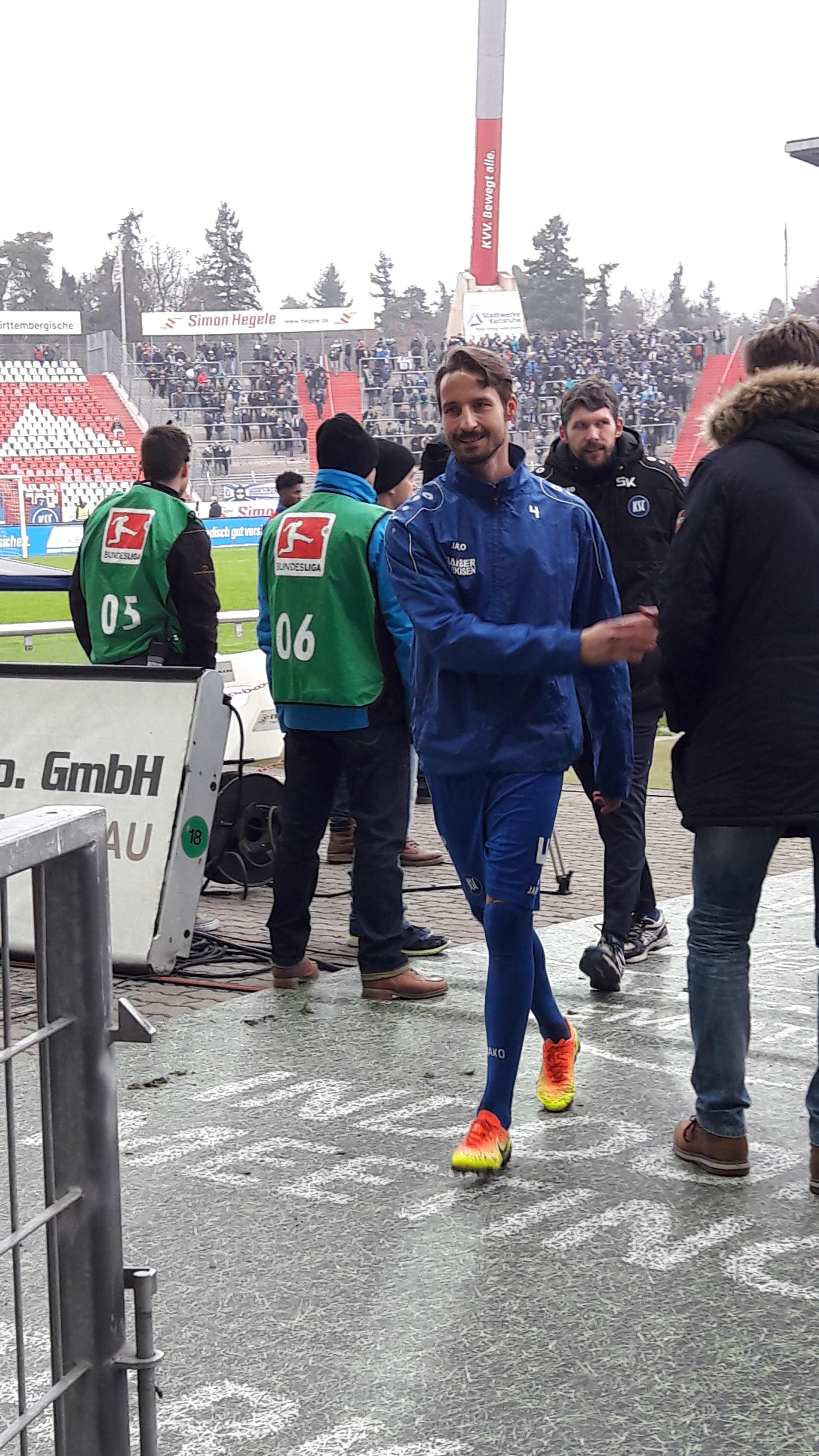
Stoll für den KSC 2016

In der SG Dynamo Dresden fand Stoll einen neuen Arbeitgeber, der ebenso wie Rostock aus der 3. Liga in die 2. Bundesliga aufgestiegen war. Mit einem Zwei-Jahres-Vertrag ausgestattet gehörte Stoll daraufhin zur Stammformation der von Trainer Ralf Loose trainierten Dresdner Mannschaft zu Beginn der Saison 2011/12, so dass er die ersten sechs Ligaspiele sowie eine Partie im DFB-Pokal gegen Leverkusen bestritt. Nachfolgend verlor er diesen Stammplatz jedoch und absolvierte im Verlauf der Hinrunde nur noch vier weitere Einsätze in der Liga – davon drei per Einwechslung – sowie einen weiteren Einsatz im DFB-Pokal gegen Dortmund. In der Rückrunde wurde Stoll im Spielbetrieb der zweiten Liga zunächst gar nicht mehr eingesetzt, so dass er zwischenzeitlich auch für die Reservemannschafts Dresdens in der Oberliga Nordost auflief, bevor er am letzten Spieltag nochmals in der 2. Bundesliga zum Einsatz kam. Insgesamt war er somit mit einem Tor in elf Partien am Klassenerhalt der Mannschaft beteiligt, welchen diese als neunter der Abschlusstabelle erreichte.
Daraufhin löste Stoll seinen Vertrag mit Dynamo Dresden auf und kehrte zum Karlsruher SC zurück, der zuvor den Abstieg aus der 2. Bundesliga in die 3. Liga hatte hinnehmen müssen. In Karlsruhe erhielt Stoll einen Zwei-Jahres-Vertrag. Nach dem Aufstieg des KSC zurück in die 2. Bundesliga und dem Scheitern in der Relegation zur 1. Bundesliga gegen den Hamburger SV stieg Stoll mit den Karlsruhern am Ende der Saison 2016/17 wieder in die 3. Liga ab. Am Ende der Saison erreichte er mit dem KSC erneut die Aufstiegsrelegation, scheiterte jedoch erneut. Sein im Juni 2018 auslaufender Vertrag wurde um ein Jahr verlängert; gleichzeitig übernahm er den Posten als Co-Trainer von Lukas Kwasniok bei der U-19 des KSC. In der folgenden Saison kam Stoll nur noch bei der 2:3-Heimniederlage gegen den Halleschen FC am letzten Spieltag zum Einsatz. Danach stand für ihn und den KSC der Aufstieg in die Zweite Bundesliga. Stoll wurde vor dem Spiel in den Ruhestand verabschiedet.

### Nach der aktiven Karriere
Nach Beendigung seiner Spielerkarriere blieb Stoll dem KSC treu und übte sein noch zu Spielerzeiten übernommenes Amt als Co-Trainer der U-19-Mannschaft, nunmehr als Assistent von Zlatan Bajramović, weiter aus. Ab der Saison 2019/20 trainierte er zusätzlich in eigener Verantwortung die U-16 Mannschaft des KSC. Seit der Saison 2022/23 ist Stoll Trainer der U-17-Mannschaft des Karlsruher SC.